# Rudolf Rahn
Pour les articles homonymes, voir Rahn.
Rudolf Rahn (16 mars 1900 – 7 janvier 1975, Düsseldorf) est un diplomate allemand en poste durant la République de Weimar et sous le régime nazi, à Ankara, Lisbonne, Paris, en Syrie, en Tunisie et en Italie. Il passe en jugement au procès de Nuremberg puis est libéré en 1949.

## Biographie
En 1941, il est le diplomate allemand qui accompagne en Syrie Jacques Guérard, chargé par Darlan de veiller à ce que les aéroports français du Levant soient mis à la disposition des avions allemands. Il parlait parfaitement le français et est ensuite envoyé en Afrique du Nord sous un nom français, afin qu'on « ne décèle point son origine, et de cela on avise le général Dentz ».

## Récompenses
- Croix du Mérite de guerre (22 juin 1943)
- Croix de fer, 1939, 1e classe

## Articles et livres de Rudolf Rahn
- Das Reich in der Verfassungsidee von 1848 und 1919 ["The Reich in the Constitutional Idea of 1848 and 1919"] (Heidelberg: 1924, thesis)
- Ruheloses Leben: Aufzeichnungen und Erinnerungen ["A Restless Life: notes and recollections"] (Düsseldorf: Diederichs Verlag, 1949)
- Talleyrand. Portrait und Dokumente ["Talleyrand: a portrait and documents"] (Tübingen: H. Laupp'sche Buchhandlung, 1949)
- Ambasciatore di Hitler a Vichy e a Saló ["Hitler's Ambassador to Vichy and to Salo"] (Milan: Garzanti, 1950)
- Anker im Bosporus und spätere Gedichte ["Anchor in the Bosphorus and later poems"] (Düsseldorf: 1973)
- Maria Keipert, ed., Biographisches Handbuch des deutschen Auswärtigen Dienstes 1871–1945, vol. 3 L–R (de) (Auswärtigen Amt, Historischer Dienst, 2008,  (ISBN 978-3-506-71842-6)), pp. 557–559
- Un diplomate dans la tourmente, France-Empire, 1980